# Mansour Barnaoui
Mansour Barnaoui (ur. 20 września 1992 w Tunisie) – tunezyjsko-francuski zawodnik mieszanych sztuk walki (MMA). W latach 2013–2015 mistrz BAMMA w wadze lekkiej. Były mistrz M-1 Global w wadze lekkiej. Były zawodnik KSW. Zwycięzca międzynarodowego turnieju Road FC w wadze lekkiej z pulą nagród 1 milion dolarów. Były mistrz Road FC w wadze lekkiej. Aktualnie związany z Bellator MMA.

## Życiorys
Mieszkający obecnie w Malakoff, Mansour urodził się w Tunisie, w Tunezji. Jako niemowlę wyemigrował z rodziną do Francji, gdzie żył w trudnych warunkach i dzielił małe mieszkanie z trzema braćmi i matką. Faradji, przyjaciel i menadżer Mansoura, poznał go, kiedy mieszkał w tym samym budynku co on i widział go kucającego w korytarzu z przyjaciółmi, po tym, jak nie było ich stać na zarejestrowanie się w pobliskim klubie zapaśniczym, w Vanves. Faradji udał się do ratusza miejscowościMalakoff, aby poprosić o wolną salę, a po uzyskaniu dostępu, kilka tygodni później mała grupa dostała zezwolenie na treningi w miejskim gimnazjum, tak narodził się w późniejszym czasie klub Magnum. Aziz Mahi, trener Barnaoui powitał go w swoim klubie na przedmieściach Paryża, gdy miał zaledwie 14 lat. Francuz szybko zrozumiał, że ma zadatki na mistrza i przeszedł od grapplingu przez boks, do pankrationu, aż ostatecznie rozpoczął treningi MMA.
Kiedy był młodszy, jeździł na deskorolce i naśladował parkour Yamakasi, dzięki czemu zyskał przydomek Tarzan od dorosłych z sąsiedztwa. Mansour nie jest obywatelem francuskim przez swój status imigracyjny, ze względu na charakter swojego przybycia do Francji. Oznacza to, że wszystkie jego kontrakty MMA muszą być podpisane poza granicami kraju.

## Osiągnięcia

### Mieszane sztuki walki
- 100% Fight
  - 2011: Zwycięzca turnieju 100% Fight – Contenders 10 w wadze lekkiej
  - 2011: Zwycięzca turnieju 100% Fight 5 w wadze lekkiej
  - 2011-2012: Mistrz 100% Fight w wadze lekkiej[12]
- BAMMA
  - 2013-2015: Mistrz BAMMA w wadze lekkiej[13]
- M-1 Global
  - 2015-2016: Mistrz M-1 Global w wadze lekkiej[14]
- Road Fighting Championship
  - 2019: Zwycięzca międzynarodowego turnieju Road FC w wadze lekkiej
  - 2019-2022: Mistrz Road FC w wadze lekkiej

## Lista walk w MMA
| Wynik     | Bilans | Przeciwnik (bilans przed walką) | Rozstrzygnięcie                         | Runda | Czas | Rozgrywki                                      | Data       | Miejsce       | Uwagi                                                                    |
| --------- | ------ | ------------------------------- | --------------------------------------- | ----- | ---- | ---------------------------------------------- | ---------- | ------------- | ------------------------------------------------------------------------ |
| Przegrana | 22-7   | Archie Colgan (11-0)            | Decyzja (jednogłośna)                   | 3     | 5:00 | PFL World Tournament 6: 2025 Semifinals        | 20.06.2025 | Wichita       |                                                                          |
| Wygrana   | 22-6   | Alfie Davis (17-4-1)            | Poddanie (duszenie zza pleców)          | 3     | 3:41 | PFL 10: 2024 PFL World Championship            | 29.11.2024 | Rijad         | Debiut w PFL.                                                            |
| Wygrana   | 21-6   | Yusuke Yachi (26-13)            | Poddanie (duszenie d'Arce)              | 1     | 4:08 | Bellator Champions Series 2: Mix vs. Magomedov | 17.05.2024 | Paryż         |                                                                          |
| Przegrana | 20-6   | Jay Jay Wilson (9-1)            | Decyzja (jednogłośna)                   | 3     | 5:00 | Bellator 299: Eblen vs. Edwards                | 23.09.2023 | Dublin        |                                                                          |
| Przegrana | 20-5   | Brent Primus (11-3)             | Decyzja (jednogłośna)                   | 5     | 5:00 | Bellator 296: Mousasi vs. Edwards              | 12.05.2023 | Paryż         | Ćwierćfinał Bellator Grand Prix w wadze lekkiej, co-Main Event           |
| Wygrana   | 20-4   | Adam Piccolotti (13-4)          | Poddanie (duszenie zza pleców           | 2     | 2:51 | Bellator 287: Piccolotti vs. Barnaoui          | 29.10.2022 | Mediolan      | Debiut w Bellator MMA. Main Event                                        |
| Wygrana   | 19-4   | A Sol Kwon (21-10)              | Poddanie (duszenie zza pleców           | 1     | 3:44 | Road FC 53                                     | 18.05.2019 | Czedżu        | Zdobył pas mistrzowski Road FC w wadze lekkiej. Main Event               |
| Wygrana   | 18-4   | Szamil Zawurow (35-5-1)         | KO (latające kolano)                    | 3     | 0:30 | Road FC 52                                     | 23.02.2019 | Seul          | Wygrał międzynarodowy turniej Road FC w wadze lekkiej. Main Event        |
| Wygrana   | 17-4   | Shimoishi Kota (20-4-1)         | Poddanie (duszenie zza pleców)          | 3     | 1:47 | Road FC 46                                     | 10.03.2018 | Seul          | Półfinał międzynarodowego turnieju Road FC w wadze lekkiej               |
| Wygrana   | 16-4   | Munguntsooj Nandin-Erdene (7-2) | Poddanie (duszenie zza pleców)          | 1     | 2:02 | Road FC 44                                     | 11.11.2017 | Shijiazhuang  | Ćwierćfinał międzynarodowego turnieju Road FC w wadze lekkiej            |
| Wygrana   | 15-4   | Chang Hyun Kim (18-10)          | Poddanie (duszenie zza pleców)          | 1     | 4:28 | Road FC 40                                     | 15.07.2017 | Seul          | Pierwsza runda Międzynarodowego turnieju Road FC w wadze lekkiej         |
| Wygrana   | 14-4   | Won Bin Ki (8-3)                | Poddanie (duszenie zza pleców)          | 1     | 4:46 | Road FC 38                                     | 15.04.2017 | Seul          | Eliminator do Międzynarodowego turnieju Road FC w wadze lekkiej          |
| Wygrana   | 13-4   | Łukasz Chlewicki (14-4-1)       | TKO (przerwanie przez lekarza)          | 1     | 3:09 | KSW 37: Circus of Pain                         | 03.12.2016 | Kraków        |                                                                          |
| Przegrana | 12-4   | Mateusz Gamrot (10-0)           | Decyzja (jednogłośna)                   | 3     | 5:00 | KSW 35: Khalidov vs. Karaoglu                  | 27.05.2016 | Gdańsk/Sopot  | Debiut w KSW. Pojedynek o pas KSW wadze lekkiej. Bonus za walkę wieczoru |
| Przegrana | 12-3   | Ivan Buchinger (29-4)           | Decyzja (jednogłośna)                   | 5     | 5:00 | M-1 Challenge 62                               | 10.10.2015 | Soczi         | Pojedynek o pas mistrza M-1 Global w wadze piórkowej                     |
| Wygrana   | 12-2   | Maksim Diwnicz (7-0)            | TKO (kolano w stójce i ciosy pięściami) | 1     | 4:47 | M-1 Challenge 57                               | 02.05.2015 | Orenburg      | Zdobył pas mistrza M-1 Global w wadze lekkiej                            |
| Wygrana   | 11-2   | Colin Fletcher (9-3)            | Poddanie (duszenie zza pleców)          | 1     | 4:00 | BAMMA 14                                       | 14.12.2013 | Birmingham    | Obronił pas mistrza BAMMA w wadze lekkiej                                |
| Wygrana   | 10-2   | Curt Warburton (12-3)           | TKO (ciosy pięściami)                   | 1     | 4:08 | BAMMA 13                                       | 14.09.2013 | Birmingham    | Zdobył pas mistrza BAMMA w wadze lekkiej                                 |
| Wygrana   | 9-2    | Zulfikar Usmanow (4-1)          | Poddanie (duszenie zza pleców)          | 3     | 4:19 | M-1 Challenge 41                               | 21.08.2013 | Petersburg    |                                                                          |
| Przegrana | 8-2    | Isłam Machaczew (7-0)           | Decyzja (jednogłośna)                   | 3     | 5:00 | M-1 Challenge 38: Spring Battle                | 09.04.2013 | Petersburg    |                                                                          |
| Wygrana   | 8-1    | Ivan Musardo (21-6-1)           | TKO (ciosy pięściami)                   | 1     | 2:03 | SHC 7 – Joannes vs. Rodriguez                  | 09.03.2013 | Genewa        |                                                                          |
| Przegrana | 7-1    | Kevin Lee (1-0)                 | Decyzja (jednogłośna)                   | 3     | 5:00 | Instinct MMA 4: Thatch vs. Grandmont           | 29.06.2012 | Montreal      |                                                                          |
| Wygrana   | 7-0    | Brad Wheeler (7-6)              | Poddanie (duszenie zza pleców)          | 3     | 4:26 | Cage Warriors Fight Night 4                    | 16.03.2012 | Dubaj         |                                                                          |
| Wygrana   | 6-0    | Araik Margarian (10-5)          | Poddanie (duszenie zza pleców)          | 2     | 4:03 | 100% Fight 7                                   | 12.11.2012 | Aubervilliers | Obronił tytuł mistrza 100% Fight w wadze lekkiej                         |
| Wygrana   | 5-0    | Yves Landu (7-1)                | Decyzja (niejednogłośna)                | 3     | 5:00 | 100% Fight 5                                   | 28.05.2011 | Paryż         | Finał turnieju 100% Fight wagi lekkiej. Został mistrzem w wadze lekkiej  |
| Wygrana   | 4-0    | Julien Boussuge (7-2)           | TKO (kolano na korpus)                  | 2     | 3:51 | 100% Fight 5                                   | 28.05.2011 | Paryż         | Półfinał turnieju 100% Fight wagi lekkiej                                |
| Wygrana   | 3-0    | Gaetan Hurtel (2-1)             | Poddanie (duszenie północ-południe)     | 2     | 2:07 | 100% Fight – Contenders 10                     | 19.02.2011 | Paryż         | Finał turnieju 100% Fight wagi lekkiej                                   |
| Wygrana   | 2-0    | Gregoire Lambert (2-0)          | Poddanie (duszenie północ-południe)     | 1     | 3:25 | 100% Fight – Contenders 10                     | 19.02.2011 | Paryż         | Półfinał turnieju 100% Fight wagi lekkiej                                |
| Wygrana   | 1-0    | Chabane Chaibeddra (0-1)        | Poddanie (duszenie północ-południe)     | 2     | 4:00 | 100% Fight – Contenders 10                     | 19.02.2011 | Paryż         | Debiut w MMA. Ćwierćfinał turnieju wagi lekkiej                          |